# Txarango
|  | Aquest article tracta sobre el grup de música català. Si cerqueu l'instrument musical, vegeu «Charango». |

Txarango va ser un grup de música català format a Barcelona l'hivern del 2010, després de gravar una petita maqueta de dues cançons futures, per components originaris de Sant Joan de les Abadesses, Ripoll i Ribes de Freser.
La banda estava integrada per Alguer Miquel (veu), Sergi Carbonell Hipi (piano), Joaquim Canals (bateria), Àlex Pujols (baix), Pau Puig (percussió), Ivan López (saxo), Jordi Barnola (trompeta), Pau Castellví (guitarra) i Joan Palà (percussió).
La seva és una proposta de fusió musical, amb el reggae com a eix vertebral, que també beu del dub, la música llatinoamericana o el pop i barreja ritmes jamaicans, rock, patxanga i rumba catalana. El grup recrea un imaginari vinculat al món del circ i del clown.
El desembre de 2019 van anunciar la seva retirada definitiva dels escenaris després de la gira del seu últim disc, De vent i ales, que sortí a mitjan 2020 i amb el que s'acomiadaren del públic, i formalment el 7 d'octubre de 2021 amb un comunicat al seu compte d'Instagram, atesa la impossibilitat de fer una ronda de comiat per la pandèmia de Covid-19.

## Història
La llavor de Txarango cal trobar-la l'any 2006, de la convivència en un pis d'estudiants al carrer dels Còdols del barri Gòtic de Barcelona del cantant Alguer Miquel, el guitarrista Marcel Lázara Tito i el teclista Sergi Carbonell Hipi. Instal·lats a prop de la plaça de George Orwell, coneguda popularment com a «plaça del Tripi», comencen a participar en concerts que s'organitzen improvisadament al carrer amb músics provinents d'arreu del món, on intercanvien experiències i sonoritats. En Marcel Tito hi pren part amb el charango, un instrument de corda utilitzat a la regió central de la serralada dels Andes, juntament amb l'Alguer i en Sergi Hipi. Tots tres decideixen captar aquest esperit festiu de la música de carrer i portar-lo als escenaris en un nou projecte que agafarà el nom de l'instrument d'en Marcel: Txarangö, amb dièresi a la "o".
La banda arrenca el 2007 i realitzen un seguit de concerts per tot Catalunya, a més de participar juntament amb Manu Chao, Gambeat, Radio Bemba o Che Sudaka en l'enregistrament del disc de debut de La Pegatina, Al Carrer (autoedició, 2007), posant la veu al primer senzill "Penjat". Finalitzen aquest any, un 2 de novembre a la Sala KGB de Barcelona, amb un concert compartit amb La Pegatina, del que en van exhaurir totes les entrades.
Després d'enregistrar un maxisingle de 7 temes anomenat Conjuro (autoedició, 2008), a l'estudi Nomada57 de Barcelona, aquests primers Txarangö decideixen separar-se i continuar la seva trajectòria musical en altres projectes.

### Welcome to Clownia(2010-2011)
El 2010 després de donar per tancada la seva etapa amb Vall Folk, l'Alguer, en Tito i en Hipi decideixen treballar en el que ha de ser el nou projecte musical del trio. Tenen clar que aquest vehicle es construirà primer a partir d'un imaginari propi i les lletres, abans d'abordar l'apartat musical. Troben en l'esperit nòmada i llibertari del circ la inspiració necessària per a començar a parlar de Clownia, un lloc màgic on haurien anat a parar tots aquests artistes de carrer amb els quals havien crescut tocant a la plaça del Tripi. Tot i que no té massa a veure amb el seu predecessor, recuperen el nom de Txarango, llevant-li la dièresi de la "o".
Txarango dona les seves primeres passes amb Alguer Miquel (veu), Marcel Lázara Tito (veu), Sergi Carbonell Hipi (piano), Joaquim Canals (bateria) i Àlex Pujols (baix). La seva carta de presentació és un senzill, Welcome to Clownia (autoedició, 2010), enregistrat a Can Pardaler a Taradell, i format per dos temes: «Nits amb Txarango» i «Vola».
El 18 de desembre de 2010 es presenten en directe a la Sala Eudald Graells de Ripoll, compartint cartell amb Intifada i Empalmaos. Aquest primer concert, on van reunir 800 persones, va comptar amb les col·laboracions especials de La Pegatina, Malakaton i The Sey Sisters.
Aquell any entren a formar part de Tercera Via que els acompanyarà en un primera temporada on sumen 50 concerts i trepitgen els escenaris de festivals com l'Unnim Etnival (Girona), SonRías Baixas (Bueu), Acampada Jove Montblanc, Musik'n'viu (Granollers), Esdansa (Les Preses), In-Somni i el festival itinerant FesTOUR. En total reuneixen uns 40.000 espectadors. «Vola» i «Nits amb Txarango» sumen 100.000 reproduccions al seu web, 100.000 més al Youtube, i 25.000 al Myspace, i van comptar amb dos lipdubs, realitzats per col·lectius de joves d'Anglès i Igualada.
Aquest primer any de vida de Txarango va culminar el 31 d'octubre de 2011 en un altre concert de fesTOUR al Castanyada Rock de Piera, on compartien cartell amb Bongo Botrako, Brams i Strombers. Davant de 3.000 assistents van anunciar que entrarien a l'estudi per a enregistrar el seu primer disc.

### Benvinguts al llarg viatge(2012)
El gener de 2012, Txarango fitxa per l'agència Èxits Produccions & Management i torna als estudis de Can Pardaler de Taradell per a gravar el seu debut discogràfic. Benvinguts al llarg viatge, títol definitiu del disc, comptarà amb 14 temes i les col·laboracions de La Pegatina, Bongo Botrako, La Troba Kung-Fú, Yacine & The Oriental Groove, Gertrudis, Cesk Freixas, David Rosell (Dept. i Brams), The Sey Sisters i Itaca Band. Tots junts enregistren una nova versió de «Vola», l'únic tema del senzill Welcome to Clownia que recuperaran. Després d'acabar la gravació, en Miquel Rojo abandona Txarango per incompatibilitat amb altres projectes musicals i és substituït per Jordi Barnola.
El 16 de febrer, dia que comença el carnestoltes, es publica al seu web gratuïtament, Benvinguts al llarg viatge. El grup tria aquesta festivitat, consagrada a la diversió, com un lligam amb el seu univers alegre i festiu. En les primeres 24 hores, més de 5.000 persones es descarreguen el disc. El mateix dia 16 surten a la venda les entrades per al seu concert de presentació del 18 d'abril a la Sala Apolo de Barcelona. Les 1.200 localitats es van esgotar en 13 dies.
El mes de març, Txarango es converteixen en el primer grup sense disc físic editat en ser portada de la revista Enderrock. La discogràfica DiscMedi arriba a un acord amb el grup per a editar en disc compacte Benvinguts al llarg viatge, que sortirà a la venda coincidint amb la presentació a la Sala Apolo. Abans d'aquest concert, davant la seva creixent popularitat, ofereixen dos tasts de mitja hora del seu directe als Premis Enderrock que se celebren el dia 12 de març a la Sala Apolo de Barcelona, i el 30 de març, al Parc del Fòrum de Barcelona en el marc de la Telecogresca, davant de 5.000 persones.
El primer concert oficial de la nova gira a la sala barcelonina rep elogis de la premsa. Paral·lelament, un dels temes de l'àlbum, «Amagada primavera», protagonitza la falca de la Diada de Sant Jordi de TV3 i Catalunya Ràdio. El mes de juny el grup és escollit, entre més d'un centenar de propostes catalanes presentades, per a participar en la tardor en el circuit estatal de sales Artistas en Ruta.
Aquesta gira de Benvinguts al llarg viatge comptarà amb una cinquantena de dates, amb parades a la majoria de comarques catalanes, i a Festivals com l'In-Somni, Acampada Jove, Garrinada d'Argentona, Altaveu de Sant Boi de Llobregat, Festa per la Llibertat, Mercat de Música Viva de Vic i Petit Camaleons de Sant Cugat del Vallès. En aquesta gira, Txarango també debutà Pirineu enllà, al Festival Les Feux de l'Été, a Saint-Prouant, i al Polé Polé de Gant, a Flandes.

### Som riu(2014)
El 18 de març de 2014 es va publicar el nou disc de Txarango anomenat Som riu. L'àlbum es va publicar al seu web per tal de ser descarregat lliurement com ja van fer anteriorment. Com ja van fer amb Benvinguts al llarg viatge, el nou àlbum fou publicat pel segell català DiscMedi El disc fou enregistrat pel productor David Rosell a l'Estudi Can Pardaler d'Artés. El primer senzill s'anomena «Músic de carrer».
Per tal de presentar el nou disc, el grup va organitzar un nou festival musical, que es va celebrar a Sant Joan de les Abadesses al Ripollès els dies 2 i 3 de maig de 2014. El festival, anomenat Clownia, a més de Txarango va reunir una quinzena de grups i cantants entre els quals destaquen La Troba Kung-Fú, Els Catarres, Cesk Freixas, Strombers, Orxata Sound System, Buhos, Itaca Band, 9 Son, DeudeVeu del programa Oh happy day, entre d'altres. El 26 de març de 2015 el grup va recollir quatre premis Enderrock.
Txarango van actuar el diumenge 20 de juliol del 2014 al Central Park de Nova York dins la programació del Summer Stage Festival. El concert s'emmarcava en el programa Catalan Sounds on Tour organitzat per l'Institut Ramon Llull.
Durant el 2015, Txarango recorre el món amb la gira La Vuelta al Mundo. Durant aquesta gira, a més de recórrer Europa, el grup passa per Mèxic, Xina i el Japó. Però de nou hi ha un viatge que aporta molts més valors al grup: la gira del Festiclown2015 que Txarango i Pallassos en Rebeldía va fer per Palestina. Aquest festival consistia en actuacions amb artistes de circ i els components de Txarango sota la direcció artística de Ivan Prado en escoles i assentaments de refugiats palestins de Nablus, Ramal·lah i Bir Zeit. D'aquesta manera Txarango obre els ulls a la realitat que viu el poble palestí, fet que marcarà el seu proper treball.
A l'octubre de 2015 el grup va anunciar a través de la seva pàgina de Facebook que el fins aleshores guitarrista del grup, Marcel Lázara, abandonaria el projecte de Txarango per viure altres experiències.
El 21 de novembre el grup conclou una gira de 2 anys amb Som Mar, un concert especial el qual fan acompanyats per la Barcelona Big Latin Band sota la direcció de Ramon Escalè, la col·laboració del músic cubà Chucho Valdés i la direcció escènica de Guillem Albà.
Durant l'any 2016 Txarango decideix no fer gira per poder dedicar el temps necessari a la creació del següent disc. Durant aquell any la banda decideix tornar a Gàmbia i el Senegal a fi de poder inaugurar el centre cultural de Caparan. Al cap de poc temps de tornar de l'Àfrica, afectats per les notícies de les concentracions de refugiats a la frontera entre Grècia i Macedònia, el grup decideix agafar els instruments i anar a tocar als camps de refugiats d'Idomeni. Aquell viatge marca un abans i un després per al grup i hi tornen vàries vegades teixint un vincle amb les famílies refugiades i el voluntariat que treballa als camps. Aquest és el viatge que més es veu reflectit en el disc.
Les experiències acumulades i les inquietuds dels components del grup fan que Txarango es constitueixi com a cooperativa sense ànim de lucre i el grup comença a canviar les maneres de funcionar, produir i elaborar tot el marxandatge a Catalunya amb criteris ecològics. També decideixen donar el 50% dels drets del proper disc a 14 col·lectius que treballen per una societat més justa.

### El cor de la terra(2017)
El 14 de març de 2017 es publica a YouTube «Una Lluna a l'aigua», el primer senzill del grup que acabaria sent un dels videoclips en català més vistos de la plataforma. Durant la setmana del 20 al 26 de març es pengen cada dia dues cançons (a les 07:00 i a les 19:00). Finalment, el diumenge 26 de març es publica el disc sencer a la web oficial del grup, amb la possibilitat de descarregar-lo lliurement (seguint la tònica dels altres discs). Per aquest CD, el grup va incloure tres nous membres: el percussionista Joan Palà, el guitarrista Pau Castellví i en Sisco Romero com a veu de suport.
La gira de presentació torna a recórrer Europa, Japó i aquesta vegada també Turquia, Colòmbia i l'Índia. Durant aquesta gira, el grup treu un senzill, «Agafant l'horitzó», amb diverses col·laboracions en suport al «Sí» per al Referèndum de l'1 d'octubre. Amb la gira Freedom2018, Txarango ha transmès la realitat del procés independentista català arreu del continent europeu a través dels seus concerts.
Abaraka serà el concert que posarà fi a aquests dos anys de gira del tercer disc de Txarango, per a deixar espai a noves experiències que aportaran noves cançons.

### De vent i ales(2020)
El 19 de juny aparegué el quart i últim disc de Txarango, De vent i ales. El grup es volia acomiadar del seu públic amb una gira amb una quarantena de concerts en carpes de circ als Països Catalans, però la situació de confinament derivada de la pandèmia per coronavirus els forçà a suspendre-la. La gira, amb el nom d'El Gran Circ, s'havia de fer entre el juny d'aquell any i el febrer del següent i, segons el grup, no és només la pandèmia i la complexitat tècnica de la gira el que els portà a cancel·lar-la, sinó sobretot la falta de mesures concretes per a la música en directe per part de les autoritats. Va ser un dels més venuts de l'any a Catalunya, segons l'Anuari de la Música.
El disc estigué precedit d'un documental penjat a la xarxa que inclou fragments de 9 de les 16 noves cançons. En el documental s'hi poden veure les imatges dels viatges i els escenaris que inspiraren el disc, on el grup explica que les noves cançons neixen d'experiències com dormir al peu del mont Fuji, córrer xops sota la pluja a les muntanyes del cafè al nord de Colòmbia, fer la ruta dels Balcans d'entrada a Europa al costat de persones a la recerca de refugi o caminar amb cura al desert ple de mines dels camps saharauis.

## Discografia

### Discs d'estudi
| • Welcome to Clownia (2010)                   |
| --------------------------------------------- |
| (Autoedició) 1. «Nits amb Txarango» 2. «Vola» |

| • Benvinguts al llarg viatge (2012) |
| --- |
| (Discmedi) 1. «Benvinguts» 2. «En caravana» 3. «Amagada primavera» 4. «Quan tot s'enlaira» 5. «Volveremos» 6. «Pren el carrer» 7. «No deixis de caminar» 8. «Un pam de nas» 9. «Sueña como un niño» 10. «Per art de màgia» 11. «Sempre balla» 12. «Arriba la nit» 13. «Vola» 14. «La dansa del vestit» |

| • Som riu (2014) |
| --- |
| (Discmedi) 1. «Esperança» 2. «Músic de carrer» 3. «La vuelta al mundo» 4. «Compta amb mi» 5. «El meu poble» 6. «Alegre i encantada» 7. «Som un riu» 8. «Governant» 9. «Batega» 10. «Corazón viajero» 11. «Camp de batalla» 12. «Com dues gotes d'aigua» 13. «Tant de bo» 14. «No t'adormis» |

| • El cor de la Terra (2017) |
| --- |
| (Discmedi) 1. «Obriu les portes» 2. «Una Lluna a l'aigua» 3. «El tren del temps» 4. «Som foc (feat. The Cat Empire)» 5. «Mil ocells (feat. Jarabe de Palo)» 6. «Meravellós regal (feat. Safari Children's Choir)» 7. «Resiste y grita (feat. EKO Camp)» 8. «Terra endins (feat. Manu Chao)» 9. «Ulls de corall» 10. «Et recordo» 11. «Que tot et vagi bé» 12. «T'espero» 13. «Somriurem» 14. «Quan calla la ciutat |

| • De vent i ales (2020) |
| --- |
| (Discmedi) 1. «De tot arreu» 2. «A la deriva» 3. «La foguera» 4. «Quan cau el sol» 5. «Les coses senzilles» 6. «Aguacero» 7. «Nous camins» 8. «Avui que fas anys» 9. «Cançons de llibertat» 10. «Bendita vida» 11. «Si sabessis» 12. «Barcelona» 13. «La memòria de les mans» 14. «Ara que balles amb mi» 15. «El combat» 16. «És hora de tornar a casa» |

### Senzills
- Tanca els ulls (2018)

## Premis
- Guanyador dels premis ARC 2014 a Millor gira per festes majors de temes propis[43]
- Guanyador dels premis ARC 2015 a Millor gira internacional d'artista o grup català[44]